# MacOS Sierra
macOS Sierra（マックオーエス シエラ）は、Appleが開発したMac向けのオペレーティングシステム(OS)。macOSシリーズの13番目のバージョンである。バージョンナンバーは10.12。OS X El Capitanの後継バージョンとして、2016年9月20日に無料でリリースされた。

## 概要
2016年6月13日に開催されたWWDC 2016の基調講演にて発表され、同日から開発者（Apple デベロッパープログラム登録者）へデベロッパープレビュー版が公開された。
名前は、カリフォルニア州にあるシエラネバダ山脈から付けられたが、「Sierra」はスペイン語で「山脈」を指す。iOS・watchOS・tvOSと合わせる形で「OS X」から「macOS」に名称が変更された（「X」の付かないOS名は1999年のMac OS 9以来）。
本バージョンではLate 2009モデル（Mac miniを除く）以降のMacであればインストール可能で、それ以前のMacのモデルでは直接インストールは不可となった。

## 対応環境/システム条件
- iMac (Late 2009) 以降
- MacBook (Late 2009) 以降
- MacBook Pro (Mid 2010) 以降
- MacBook Air (Late 2010) 以降
- Mac mini (Mid 2010) 以降
- Mac Pro (Mid 2010) 以降

## 特徴
iOSやwatchOS、tvOSなどのAppleのOSとの名前の親和性を図るためにOS Xから名称が変更された。iOSやtvOSで利用されてきたSiriが追加されたり、Apple Watchを使用してMacのロックを解除できるAuto Unlockなどの多数の機能が追加される。またインストーラーのサイズも前OSのEl Capitanと比較し1GB余り縮小され（ビルド番号16A238m時点）、ユーザーが利用可能なディスクスペースが増加した。
これまでのOS X同様、 The Open Groupに正式に認定されたUNIXである。

### 新機能
Siri
Dock、メニューバー、キーボードショートカットから起動可能で、検索結果をフローティングウインドウに表示し常駐させることができる。ファイル検索、メッセージの送信、SNSへの投稿をはじめとした機能が利用可能。検索結果を通知センターに留めておくこともできる。Siriは常に最前面で動作するので、別のタスクを動作させながらSiriを利用することも可能。
自動ロック解除
Apple Watchによる自動ロック解除機能が利用可能となった。
ピクチャ・イン・ピクチャ
ユニバーサルクリップボード
2台のAppleデバイス間でテキスト・画像・ビデオをコピーアンドペーストできる。同じApple IDでiCloudにサインインし、Bluetooth、Wi-Fi、Handoffがオンで、近くにあることが必要。iOSデバイスはiOS 10以降で対応。
ストレージを最適化
Macのストレージ容量を確保するため、「利用頻度の低いファイルをiCloudに移動する」「削除後30日が経過したファイルはゴミ箱から削除する」「Safariのキャッシュや古いiOSデバイスのバックアップを削除する」などの操作を行い、ストレージの最適化を図る機能。
「デスクトップ」や「書類」のファイルを iCloud Drive に追加する
Apple Pay on the web
Apple File System (APFS)
macOS Sierraでは、開発者向けプレビュー機能として提供し、macOS High Sierraで実装された。
Thunderbolt 3およびUSB 3.1 Gen.2の正式サポート
32ビットAppに対する警告
日本語フォントの追加と扱いの変更
凸版印刷の凸版文久体（凸版文久明朝・凸版文久ゴシック・凸版見出し明朝・凸版見出しゴシック）と字游工房の游教科書体をFont Bookからダウンロードすることで追加インストールできるようになり、OS X Mavericks（10.9）から付属する游書体（游明朝体・游ゴシック体）・OS X El Capitan （10.11）から付属するフォントワークス書体（筑紫A／B丸ゴシック・クレー）についても同様の扱いになった。

### 廃止された機能
HFS（Mac OS 標準フォーマット）への対応
1. 書き込み対応はSnow Leopardで廃止済み

Java 6 
El Capitanまでは、「レガシー Java 6 ランタイム」のインストールが可能であったが、同機能の廃止に伴いmacOS Sierra以降ではAdobe Creative Suite 5および6のインストールが不可能になる。
最新版のJava 8はインストール・利用ができる
PPTPによるVPN接続

## バージョン履歴
| バージョン | Build            | リリース日               | Darwinバージョン | アップデート内容 |
| ---------- | ---------------- | ------------------------ | ---------------- | --- |
| 10.12      | 16A323           | 2016年9月20日            | 16.0.0           | |
| 10.12.1    | 16B2555, 16B2657 | 2016年10月24日, 10月28日 | 16.1.0           | macOS Sierra 10.12.1 のセキュリティコンテンツについて macOS Sierra 10.12.1 アップデートについて                                                                                           |
| 10.12.2    | 16C67            | 2016年12月13日           | 16.3.0           | macOS Sierra 10.12.2 のセキュリティコンテンツについて macOS Sierra 10.12.2 アップデートについて                                                                                           |
| 10.12.3    | 16D32            | 2017年1月23日            | 16.4.0           | macOS Sierra 10.12.3 のセキュリティコンテンツについて macOS Sierra 10.12.3 アップデートについて                                                                                           |
| 10.12.4    | 16E195           | 2017年3月27日            | 16.5.0           | macOS Sierra 10.12.4、セキュリティアップデート 2017-001 El Capitan、セキュリティアップデート 2017-001 Yosemite のセキュリティコンテンツについて macOS Sierra 10.12.4 アップデートについて |
| 10.12.5    | 16F73            | 2017年5月15日            | 16.6.0           | macOS Sierra 10.12.5、セキュリティアップデート 2017-002 El Capitan、セキュリティアップデート 2017-002 Yosemite のセキュリティコンテンツについて macOS Sierra 10.12.5 アップデートについて |
| 10.12.6    | 16G29            | 2017年7月19日            | 16.7.0           | macOS Sierra 10.12.6 アップデートについて |